# تسويوشي تانيكاوا
تسويوشي تانيكاوا (باليابانية: 谷川 烈) (25 أبريل 1980 في شيزوكا في اليابان – )؛ هو لاعب كرة قدم ياباني سابق كان يلعب كلاعب وسط.

## وصلات خارجية
- تسويوشي تانيكاوا على موقع رابطة كرة القدم اليابانية للمحترفين (اليابانية)
- تسويوشي تانيكاوا على موقع عالم كرة القدم.نت (الإنجليزية)